# 拉维亚诺
拉维亚诺（義大利語：Laviano），是意大利萨莱诺省的一个市镇。总面积56平方公里，人口1502人，人口密度26.8人/平方公里（2009年）。ISTAT代码为065063。